# Pòssum comú
El pòssum comú (Trichosurus vulpecula) és una espècie de diprotodont de la família dels falangèrids. És originari d'Austràlia i fou introduït a Nova Zelanda a mitjans del segle xix. Els seus hàbitats naturals són els boscos secs d'eucaliptus i altres tipus de boscos. Es tracta d'un nocturn i majoritàriament arborícola. És una espècie en risc mínim, és a dir, no sembla que hi hagi cap amenaça significativa per a la seva supervivència.